# Black Hawk (chef amérindien)
Pour les articles homonymes, voir Black Hawk.
 (août 2018).
Si vous disposez d'ouvrages ou d'articles de référence ou si vous connaissez des sites web de qualité traitant du thème abordé ici, merci de compléter l'article en donnant les références utiles à sa vérifiabilité et en les liant à la section « Notes et références ».
Black Hawk (faucon noir en anglais) (1767-1838) est un chef amérindien de la tribu Sauk. Son nom original dans sa langue est Ma-ka-ta-i-me-she-kia-kiak (soit « un grand faucon noir »).
Il est né dans les environs de l’actuel Rockford, dans l'Illinois. Il fut un allié des Britanniques durant la guerre de 1812 et rival du partisan des États-Unis, Keokuk.

## Biographie

### Naissance
Ma-ka-ta-i-me-she-kia-kiak naît en 1767.

### Participation à la guerre de 1812
Black Hawk est présent au siège de Fort Meigs, et lors de l'attaque de Fort Stephenson. Les Britanniques emmenés par le major-général Henry Procter et Tecumseh qui conduit la Confédération amérindienne, sont repoussés. Les pertes britanniques sont importantes. Black Hawk est désespéré par le nombre de vies perdues, occasionnées par les méthodes d'attaques européennes. Sitôt après la bataille, il abandonne la guerre et rentre chez lui. Vers la fin de la guerre, il rejoint à nouveau les Britanniques lors de la campagne du Mississippi sur le territoire de l'Illinois.

### Guerre de Black Hawk
Chassé en 1831, vers le Mississippi à cause d’un traité imposé par la force en 1804 par les autorités américaines, Black Hawk, en 1832, prend la tête d'un groupe de mille personnes (guerriers, femmes et enfants) qui entament un retour vers leur territoire originel en Illinois. N'obtenant aucun soutien des autres tribus, affamés et poursuivis, ils doivent faire face à l’US Army et à la milice de l’Illinois lors de la bataille de Bad Axe dans le Wisconsin le 2 août 1832. Ils sont vaincus et seuls 150 membres du groupe survivent au massacre. Après sa défaite et son arrestation, il est placé sous la tutelle de Keokuk de 1833 jusqu’à sa mort le 3 octobre 1838.

### Vaincu et populaire
Il est emprisonné aux Jefferson Barracks du Sud de Saint-Louis, où il passe l’hiver. Il reçoit la visite de l’écrivain Washington Irving, qui le décrit dans un ouvrage, et du peintre George Catlin qui fait son portrait. Au printemps 1833, Black Hawk et une dizaine d'autres chefs captifs rencontrent à Washington le président des États-Unis Andrew Jackson lors de leur transfert à la prison de Fort Monroe, ils sont ensuite conduits dans un certain nombre de grandes villes : Norfolk, Baltimore, Philadelphie, New York, entre autres, où les foules se pressent pour assister au spectacle. La réaction dans l'Ouest est cependant très différente. À Détroit par exemple, la foule brûle et pend des effigies des prisonniers.
Charles Bird King réalisa un autre portrait de lui en 1837.

### Documentaire
- Le Combat de Black Hawk, de la série Chefs amérindiens, produit par Galafilm et l'ONF, 2002.